# Tschinggis Mamedow
Tschinggis Mamedow (kirgisisch Чиңгиз Мамедов; * 19. Juli 1989 in Schu, Kasachische SSR) ist ein ehemaliger kirgisischer Judoka.
Der 1,85 m große Mamedow war 2005 und 2007 kirgisischer Juniorenmeister. 2007 und 2008 gewann er bei den kirgisischen Meisterschaften den Titel im Halbmittelgewicht, der Gewichtsklasse bis 81 Kilogramm. 2010 siegte er im Mittelgewicht bis 90 Kilogramm. Im Oktober 2010 erreichte er den dritten Platz beim Weltcupturnier in Minsk. Bei den Asienspielen 2010 belegte er den siebten Platz. Im April 2011 erreichte er den fünften Platz bei den Asienmeisterschaften. Zwei Monate später war er Dritter beim Weltcupturnier in Bukarest. 2012 gewann er bei den Asienmeisterschaften in Taschkent die Bronzemedaille, nachdem er im Halbfinale gegen den Usbeken Dilshod Choriyev verloren hatte. Bei den Olympischen Spielen 2012 war Mamedow Fahnenträger der kirgisischen Olympiamannschaft. Im olympischen Turnier schied er nach einer Erstrundenniederlage gegen den Japaner Masashi Nishiyama aus. 2013 belegte er den fünften Platz bei den Asienmeisterschaften und bei der Universiade.
2014 wechselte Mamedow ins Halbschwergewicht, die Gewichtsklasse bis 100 Kilogramm. Er erreichte hinter dem Brasilianer Luciano Corrêa den zweiten Platz bei den European Open 2014 in Oberwart. Bei den Judo-Weltmeisterschaften 2015 belegte er den siebten Platz. Nach einer Auftaktniederlage bei den Asienmeisterschaften 2016 endete Mamedows internationale Karriere.